# Scarecrow, l'ultime massacre
Série
Scarecrow, la résurrection
(2003)
Pour plus de détails, voir Fiche technique et Distribution.
Scarecrow, l'ultime massacre (Scarecrow Gone Wild) est un film d'horreur américain écrit et réalisé par Brian Katkin, sorti directement en DVD en 2004. C'est la suite de Scarecrow (2002) et Scarecrow, la résurrection (2003).

## Synopsis
Pour s'amuser, une bande de jeunes et des petits de maternelle attachent l'un de leurs camarades de classe à un épouvantail. Abandonné toute la nuit à son triste sort, il finit par tomber dans le coma. Tout cela n'était qu'un jeu, mais lorsque l'épouvantail prend vie et commence à éliminer un par un les adolescents, la plaisanterie tourne à l'horreur. Les jeunes gens devront essayer de rester en vie avant le réveil de leur pote.

## Fiche technique
Sauf indication contraire, les informations mentionnées dans cette section peuvent être confirmées par la base de données cinématographiques IMDb,  présente dans la section « Liens externes ».
- Titre original : Scarecrow Gone Wild
- Titre français : Scarecrow, l'ultime massacre
- Réalisation et scénario : Brian Katkin
- Sociétés de production : Urban Girl Productions
- Société de distribution : York Home Video
- Pays d'origine :  États-Unis
- Langue originale : anglais
- Genre : horreur, slasher
- Durée : 90 minutes
- Date de sortie (sorti directement en DVD) :
  - États-Unis : 15 juin 2004
  - France : 12 avril 2007[1]

## Distribution
- Ken Shamrock : le coach Ramsey
- Matthew Linhardt : Jack
- Samantha Aisling : Beth
- Caleb Roehrig : Sam
- David Zelina : Mike
- Kristina Sheldon : Patty
- Jeff Rector (en) : Ray
- Tara Platt (en) : Lynn
- Travis Parker : Ed
- Lyndsay Douglas : Sara
- Sean Andrews : Phil
- Lisa Robert : Sandy
- Eric Forte : Jim
- Jeremy Davis : Dave
- Dennis Kinard : Joel
- Steven Worley : l'Épouvantail
- Olivia Munn : une fille
- Agnes Albright : une fille